# 選票還是子彈
《選票還是子彈》（英語：The Ballot or the Bullet）又常被翻譯成《選票或子彈》，是1964年4月3日時，由美國民權運動家麥爾坎·X在俄亥俄州克里夫蘭柯瑞衛理公會（Cory Methodist Church）發表的演講主題。信奉伊斯蘭教的他在演講中公開呼籲非裔美國人明智地行使投票權，但警告美國政府若持續阻止非裔美國人實現完全平等的訴求，將在必要時刻動用武器抗爭。麥爾坎本人希望透過這篇演講傳達多項意見，包括試圖與過去積極投入的伊斯蘭民族分隔，並希望能夠深入與溫和派的非裔美國人民權運動領導人交流。《選票還是子彈》象徵著麥爾坎·X的言論與思想出現明顯改變，並提出他過去未曾發表過、有關黑人和白人間互動關係的觀察；不過在演說中他仍然表示支持黑人民族主義以及自我防衛的立場，承續其過去的觀點。

## 背景

### 麥爾坎·X
1964年3月8日，激進宗教組織伊斯蘭民族全國代表麥爾坎·X宣布脫離組織。在這之前他曾擔任的代言人近十年，並大力推廣黑人民族主義。在過去伊斯蘭民族主張其能代表非裔美國人，而與非裔美國人民權運動的基督教主要領袖有著嚴重的分歧。雖然非裔美國人民權運動主張族群融合和反對種族隔離政策，伊斯蘭民族則更加傾向黑人分離主義。同時非裔美國人民權運動的目標之一，是希望能結束針對非裔美國人公民權的剝奪（終結種族隔離及擁有與白人平等的投票權），但伊斯蘭民族則禁止成員參與政治運動。而在1963年5月，詹姆斯·鮑德溫便公開表示：「在這個國家裡，黑人穆斯林運動是我們唯一可以稱為草根的運動，我不得不說……麥爾坎為黑人說話，為他們的苦難說話……他堅持表達了他們的現實……」在離開伊斯蘭民族之後，麥爾坎·X成立具有宗教性質的組織穆斯林清真寺社團，以及主張泛非主義的世俗性團體非裔美國人統一組織。
與此同時，麥爾坎·X發表公開演講，宣布只要其他成員支持自衛權利和黑人民族主義，他願意與所有非裔美國人民權運動的組織合作，而不再需要後者同樣支持黑人分離主義。對此他向民權運動的領導人表示說：「我已經忘記了一切他們對我說的糟糕事情，我也祈禱他們可以忘記很多我說他們不好的事情。」不過早在1962年時，麥爾坎·X便和伊斯蘭民族在地方事務上就與爭取種族平等大會哈萊姆分區有所合作。曾經參與向華盛頓進軍行動、擔任學生非暴力行動協調委員會在馬里蘭州劍橋領導人的歌莉婭·理察森立即表態支持麥爾坎·X的想法。理察森之後以美國最著名的女性非裔美國人民權運動者的身分，在《巴爾的摩非裔美國人》上公開表示：「麥爾坎很實在……直到事件變得無法挽回時，聯邦政府才介入矛盾。自衛可以迫使華盛頓更早地介入。」

### 民權運動

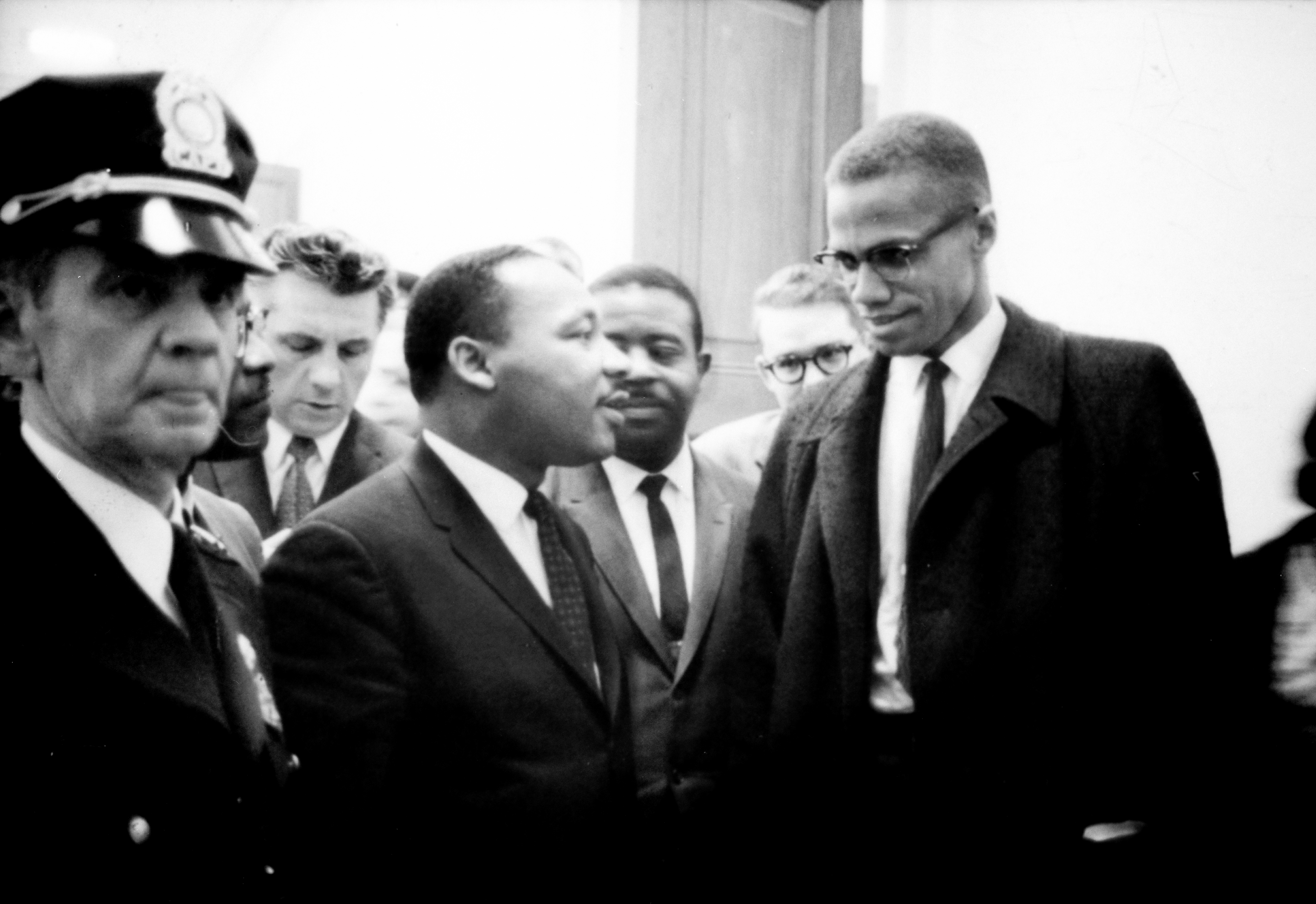
1964年3月26日，麥爾坎·X和馬丁·路德·金恩共同出席聽證會。

1963年6月，美國總統約翰·甘迺迪向美國國會提交民權法案，在法案中提出立法禁止對就業機會和公共場所等場合，對於種族、宗教、性別、或國籍等的歧視。民權法案提交後，南方民主黨議員仍試圖在美國眾議院阻止法案獲得審查通過。約翰·甘迺迪在同年11月22日遭暗殺而喪生後，繼任總統的林登·詹森施以政治手碗讓民權法案得以加快通過。隔年2月10日，民權法案在美國眾議院獲共和黨及民主黨多數議員支持下獲得通過，並送至美國參議院審議，但南方民主黨議員仍持續承諾會投票反對法案。另一方面，由於奧爾巴尼運動受到阻饒、警察對伯明罕運動等民權運動的鎮壓、三K黨所發動的恐怖襲擊、以及麥格·艾佛斯遭到暗殺等事件影響，各地民權運動積極成員在1963年至1964年期間逐漸傾向展開更激進暴力的作為。
美國全國有色人種協進會在密西西比州的現場主管查爾斯·艾維斯在美國全國有色人種協進會的公開集會上，向聽眾表示：「密西西比州非暴力運動行不通………我們決定了……在密西西比州如果白人向黑人開槍，我們就開槍回敬。」1964年3月24日，佛羅里達州傑克遜維爾的靜坐示威遭到了鎮壓而造成騷亂，當中便有黑人青年向警方投擲燃燒瓶作為武器。3月26日，由於民權法案持續在美國國會遭遇強烈的抵制時，麥爾坎·X和馬丁·路德·金恩在華盛頓哥倫比亞特區美國國會大廈同時出席美國參議院舉辦的聽證會時，這是首次、也是兩人唯一一次公開會晤。早在1957年，麥爾坎·X就試圖與金恩建立起對話往來，但遭到後者斷然拒絕；作為回應麥爾坎稱金恩「湯姆叔叔」，認為後者放棄黑人武裝行動，以便迎合白人的權力制度，不過兩人在首次面對面會晤中關係融洽。
此時金恩準備支持麥爾坎的計劃，以便正式將美國政府推至聯合國前，控訴其侵犯非裔美國人的人權問題。麥爾坎則是計畫號召黑人民族主義者參與投票註冊，並以其它方式的社區組織來重新定義非裔美國人民權運動，並進一步將運動擴大。麥爾坎·X在這一期間還發表密集的演講，警告如果非裔美國人的權益不能被全面承認，這種武裝行為將會進一步升級。1964年4月3日，麥爾坎在俄亥俄州克里夫蘭柯瑞衛理公會（Cory Methodist Church）發表了《選票還是子彈》，在演講中向美國白人下達最後通牒，公開表示：「新的戰略來到了。這個月是燃燒瓶，下個月是手榴彈，在下個月又是新花樣。要麼是選舉，要麼是子彈。」到了4月12日，他則在爭取種族平等大會於密西根州底特律舉辦的會議上發表另外一篇主題相似的演講。

## 主題

### 投票功能

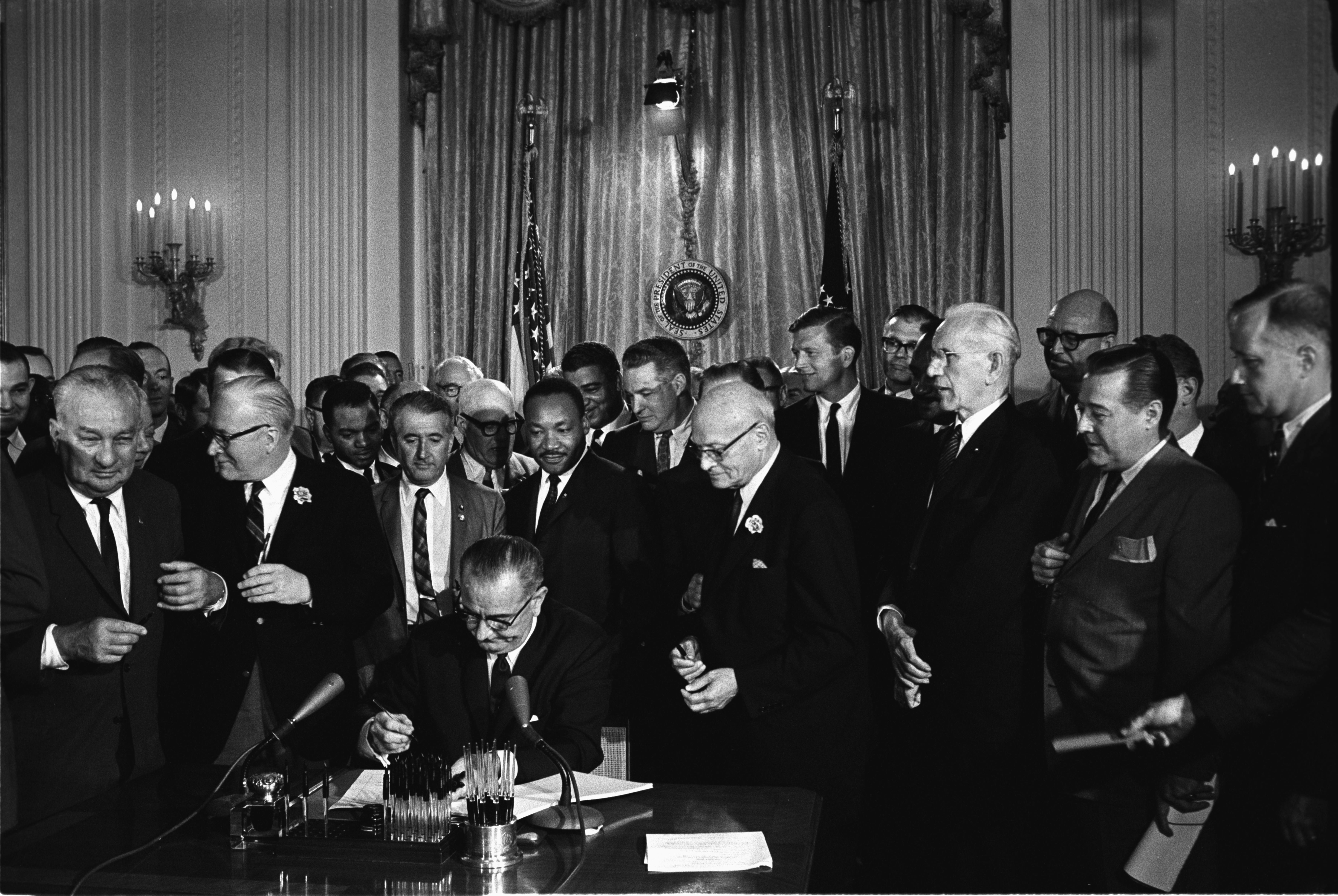
1964年，美國總統林登·詹森在馬丁·路德·金恩等人的見證下簽署民權法案。

在《選票還是子彈》演講一開始，麥爾坎·X便承認他仍然是穆斯林，但很快便補充說並不打算討論宗教、或其他將分裂非裔美國人的問題，反而他要強調所有具信仰的非裔美國人共有的經驗：「現在讓我們淹沒彼此間的分歧，而優先看到我們擁有同樣的問題，這對我們來說才是最重要的。這個共通的問題將使人受罪，無論你是浸禮宗、或是循道宗、或是穆斯林、或是民族主義。無論你受過教育或不識字，不管你住在林蔭大道上或在巷子裡，你們就如同我一般受苦。」相較於過去擔任伊斯蘭民族發言人的經歷，他在演講中選擇強調各種背景的非裔美國人都會經驗的共通問題當作討論主題，進而迴避關於穆斯林或基督徒的不同宗教立場。
隨後麥爾坎·X其指出1964年是選舉年，而這一年「所有白人政治騙子突然就回到你和我的社區……和虛偽地做出不打算繼續推動的承諾」。同時他指名當時的美國總統林登·詹森和民主黨，認為民主黨正掌控著國會的眾議院和參議院，卻未為通過法案採取真正的行動，相反地只願意指責同是民主黨的南方民主黨議員。因此他批評民主黨正從事一場政治騙局，而非裔美國人成為當中的受害者。他亦表示在非裔美國人參與政治的條件成熟後，彼此團結而採取不結盟的態度，將有可能在往後舉行的選舉中成為游離票。
在《選票還是子彈》演說中，麥爾坎公開提倡非裔美國人參與投票的構想，和伊斯蘭民族禁止成員參與政治活動的主張相反。其中他認為之後參與選舉的候選人，便必須對非裔美國人的投票人數感到擔憂；也就是當白人的得票數不分上下、而黑人都擁有自己的選票聯盟時，就將由白人他們「決定誰要前往白宮、誰要住進狗屋」。同時他還表示選票在謹慎選擇候選人後，可以成為極有力的武器：
| “          | 選票像是子彈一樣。在你看見目標前，都不要投下你的選票（射出你的子彈）；如果那個目標未能達到你的標準（射程），就讓你的選票留在口袋裡。 | ” |
| ——麥爾坎·X | |   |

### 反抗政府

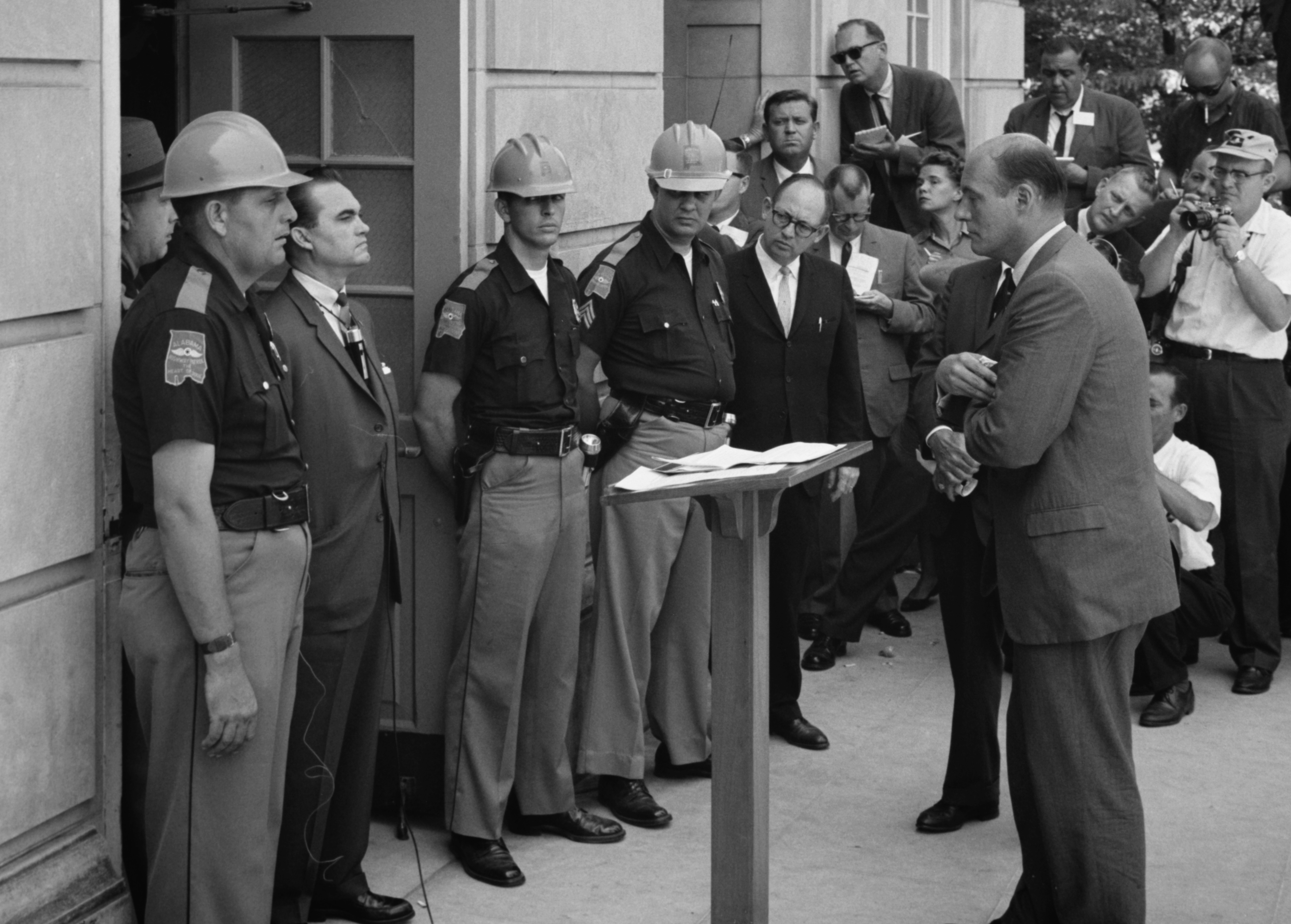
1963年時，因為阿拉巴馬州州長喬治·華萊士不願解除種族隔離制度，而與美國司法部助理部長尼古拉斯·卡岑巴赫對峙。

麥爾坎·X雖然主張行使投票權，但懷疑投票後能否為非裔美國人帶來全面平等。他表示美國政府就是在國內壓迫、剝削、降級黑人的人，並指出政府內部並沒有黑人工作。對此他表示政府當中並無非裔美國人的原因所在，便是不願意執行法律。對此他指出中美國最高法院已經取締種族隔離政策，因此所要做的事情有：
| “          | 當你所求的東西是你的，你是在你合法的權益上聲明這一點。任何試圖剝奪原本屬於你所擁有的人，是觸犯法律，是罪犯。這裡指出是最高法院的決定，它取締了種族隔離。這意味著種族隔離是違法的。 | ” |
| ——麥爾坎·X | |   |

不過，他也表示警察部門和地方政府往往仍採取種族隔離政策，而且反對非裔美國人民權運動，故依靠美國聯邦政府強制各個地方政府遵循保障公民權利的法律是沒有效果的。他表示：「當你把你的個案向華盛頓哥倫比亞特區回報，你是在跟須為此負責的罪犯回報；這就像野狼和狐狸共行般，他們全都互相勾結。」對於能妥善解決此問題的辦法，麥爾坎表示非裔美國人的抵抗行動應從公民權利和政治權利提升至人權的層次。他表示民權運動的抗爭是國家內部的問題，所以只要抗爭行動還是以爭取公民權利的方向進行，外界其他人便不能夠為非裔美國人出面發表意見。
因此麥爾坎主張將非裔美國人爭取平等的抗議行動，轉向至有關人權問題的探討；藉此便能夠從原本一個國家內部的問題，轉而成為有機會讓聯合國知悉的國際問題。早在1961年，麥爾坎·X便在給民權保障大會的請願書中，將私刑和壓迫等種族歧視行為視作黑人種族滅絕的行動，在《選票還是子彈》中亦重提種族滅絕行為。他還比較兩種抗議論述的走向；他將爭取公民權利形容為「要求山姆大叔看待你的權利」，而改以人權議題發展時，他稱之為涉及到「上帝賦予你的權利」和「獲地球上所有國家所承認的權利」。同時，他提到如果將公民權利的抗爭擴展至有關人權的行動，開發中國家的民眾也將會願意給予支持。

### 民族主義

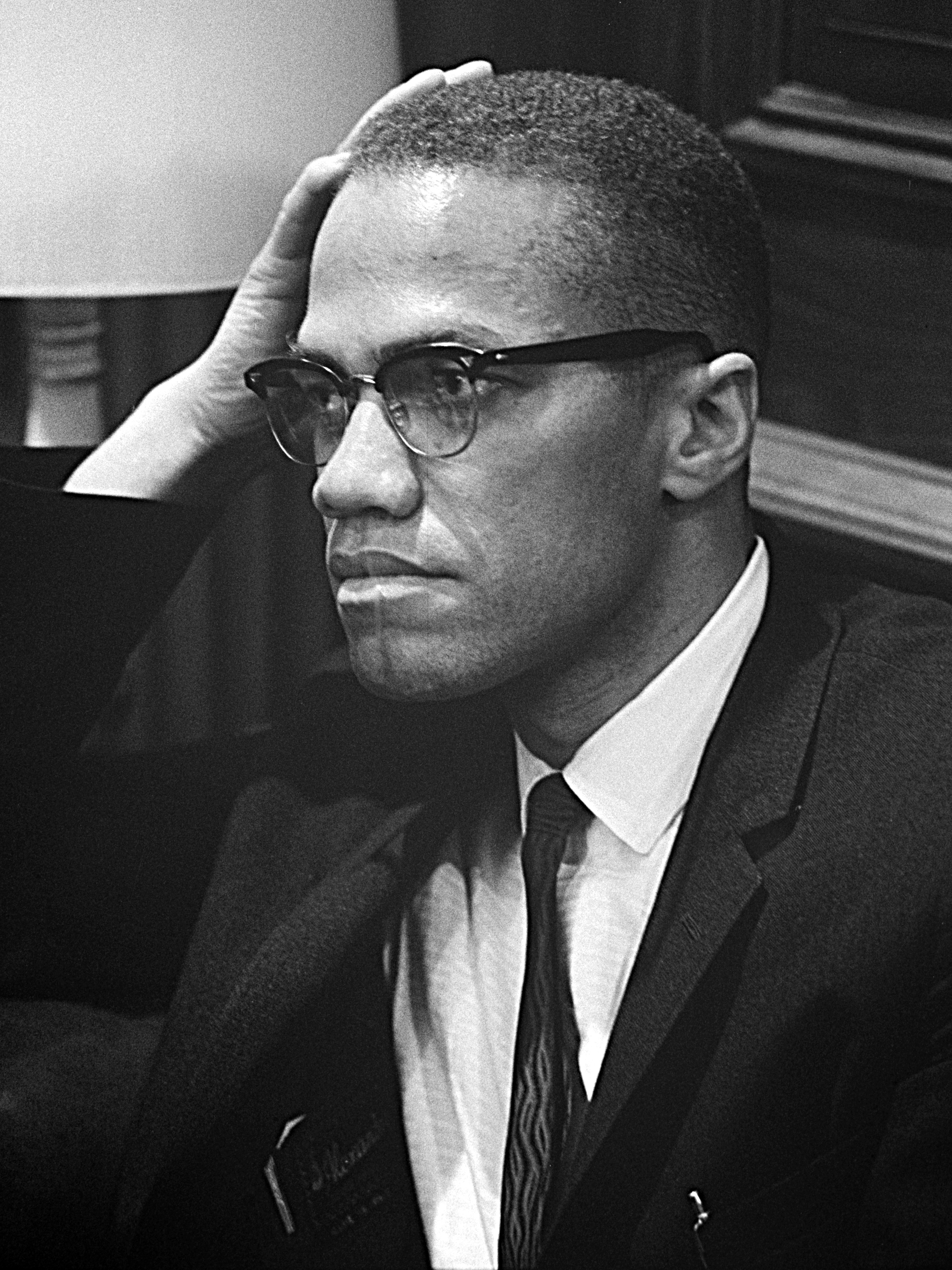
1964年3月，準備出席新聞發表會的麥爾坎·X。

麥爾坎·X在演講中提到將繼續致力於黑人民族主義，並將其定義為非裔美國人應該管理自己社區的經營概念，而該理念則教授給美國全國有色人種協進會、爭取種族平等大會、學生非暴力行動協調委員會等各大民權運動組織。他表示黑人民族主義者相信非裔美國人應該掌管自己社區的政治和經濟活動，並且需要解決如酗酒、吸毒等困擾自己社區的不良習慣。同時他還提到黑人民族主義的特點在於其政治、社會和經濟哲學，主張採取自治的原則。其中非裔美國人社區的地方政府應該由非裔美國人管理，而為了能讓其他非裔美國人了解投票的重要性和影響力，則應該重新教導政治學概念。
在黑人民族主義的經濟構想中，也應當推動由非裔美國人掌管自身社區的經濟發展。他表示當人們經常在不是非裔美國人所擁有的商店中消費時，原本非裔美國人社區和其他人士消費的金錢，將會流通至另一個社區。非裔美國人的社區將會流失金錢而變窮，而當前社會則因獲利而累積財富。最後他認為非裔美國人社區裡的商店應該由非裔美國人經營，並重申：
| “          | 那麼你想知道為甚麼你住的地方始終是一個貧民窟或貧民區。而且對於你我而言，不只當我們離開社區消費時失去了它（金錢），還有白人已經得到我們社區的所有商店。因此雖然我們留在社區裡消費，但最後經營商店的人把它（金錢）通通拿走。 | ” |
| ——麥爾坎·X | |   |

同時黑人民族主義還主張社會改革並重建社會思維，因此應當受到歡迎。他認為社區應當提升到一個更高的水準，才能使整個的社區更加美好；當中人們將會對於自己圈子的生活感到滿足，而不需要嘗試進入原本並不想參與的社交圈子裏。麥爾坎還呼籲非裔美國人應當團結，並表示：「我們一定要改變對對方的看法。我們一定要用新的眼光看待對方。我們一定要互相視對方為兄弟姐妹。我們一定要與溫情共行，如此我們可以促成團結與和諧，這就是讓我們能自己解決問題的必要方法。」

### 武裝活動

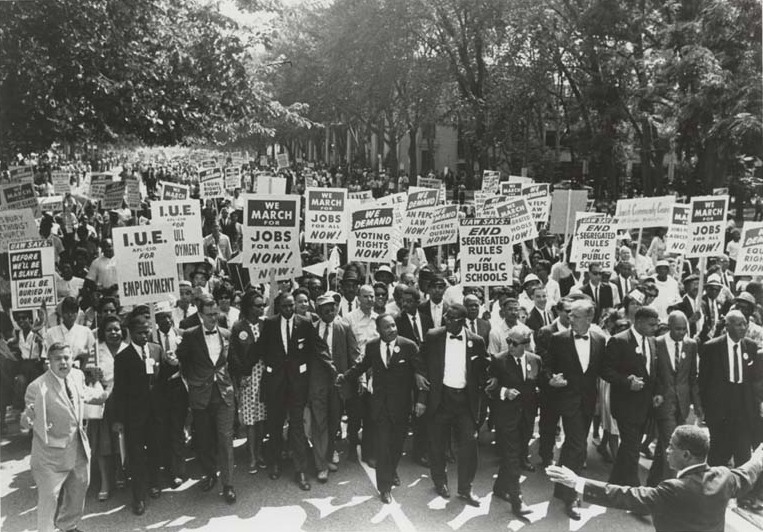
1963年8月，數萬名民眾前往華盛頓哥倫比亞特區林肯紀念堂展開「向華盛頓進軍」遊行。

麥爾坎·X在1964年3月8日宣布離開伊斯蘭民族後，有關步槍和獵槍的使用權利一度成為困擾他的爭議問題。他在演講中重申立場，認為如果政府不願意或無法保護黑人的生活和財產時，非裔美國人應該自行武裝以求自保。當中他建議聽眾仍然要遵守法律，表示這並不意味著非裔美國人在取得步槍後要加以組織起來，甚至針對白人展開非法的行為。不過他也提到如果白人不願意非裔美國人準備武器的話，那麼政府必須執行原先應該做的工作。麥爾坎還表示當今美國的黑人已經無法對現狀置之不理，並警告說如果政治界人士未能履行承諾的話，非裔美國人展開暴力行動將無法可避免的。對此他提到：
| “          | 現在是你和我在政治上變得更加成熟、明白選票的意義——明白投下選票時可以得到甚麼——的時候了。如果我們不投一張選票，最終我們必將須要投下一顆子彈。要麼是選票，要麼是子彈。 | ” |
| ——麥爾坎·X | |   |

麥爾坎·X預測如果民權法案未獲得通過的話，1964年3月在華盛頓哥倫比亞特區將會發生大規模遊行。但他認為大規模遊行不會如同於1963年3月發起的向華盛頓進軍般，採取和平的集會模式。麥爾坎表示下次行動將會是由黑人組成的「非非暴力軍」。不過麥爾坎也重申仍然有時間來阻止這一世態發展，認為民主黨領導人林登·詹森能夠讓所提的民權法案於下個禮拜送交美國參議院，並且譴責南方民主黨黨員的行徑。同時他提到：「讓他現在就到那裡去，並守在道德立場上——現在，不是遲些。告訴他，不要等到選舉時候。如果他等得太久……在這1964年，要麼是選票，要麼是子彈。」

## 影響

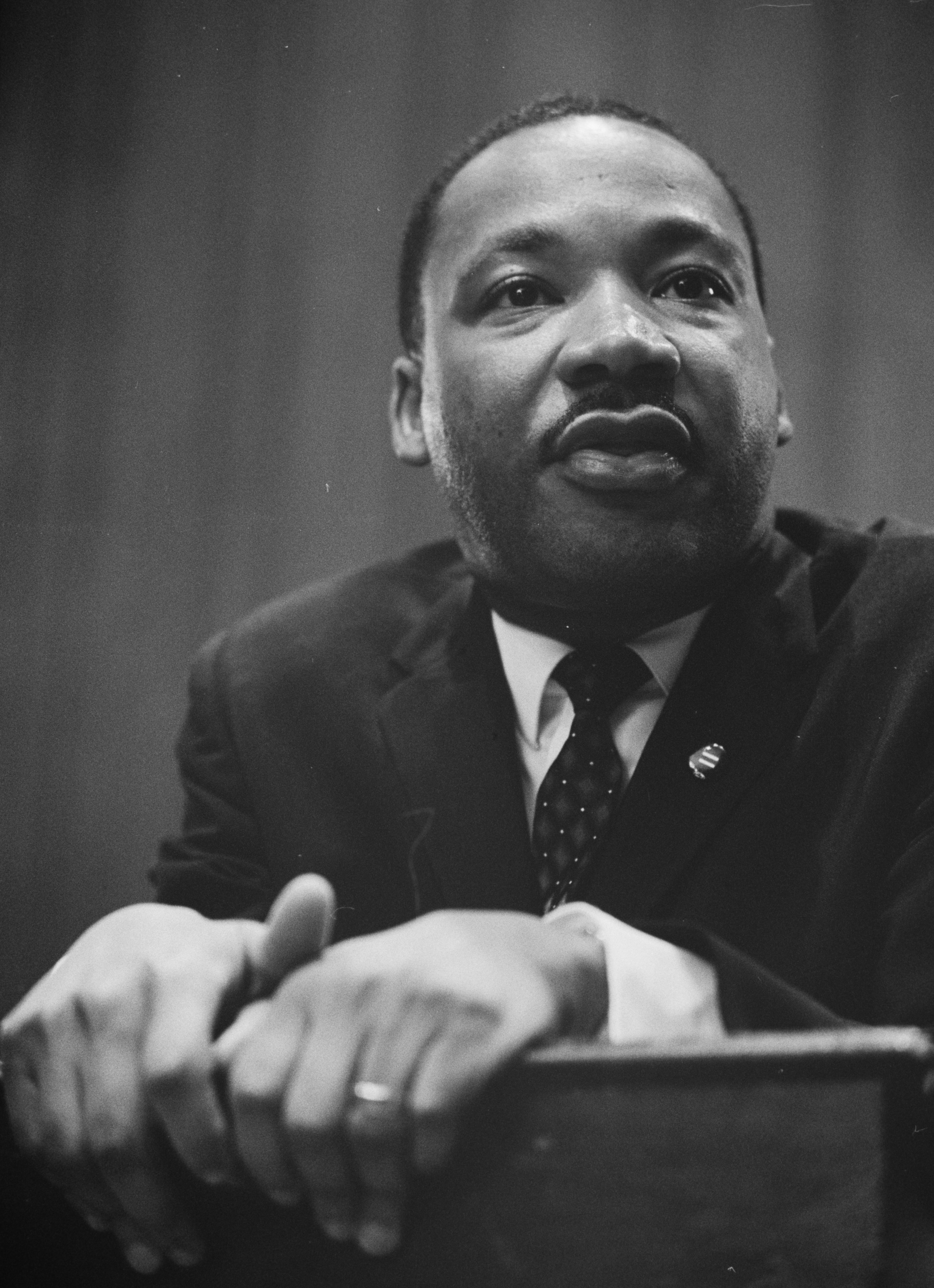
馬丁·路德·金恩向來提倡非暴力行動，並在1963年時發表著名的演講《我有一個夢》。

《選票還是子彈》代表麥爾坎·X在離開伊斯蘭民族，並重新接觸與展開不受拘束的公眾活動後，向聽者所發表的演講內容的轉變。麥爾坎·X在這次演講中不斷使用「選票還是子彈」的短語，並繼續維持其「用簡單語句熱絡地交流，並帶有具活力的節奏」說話方式。此外透過其特有的語言運用和意象呈現，來掩蓋其過去在社會認知的形象；並且以新的方式將問題納入自己的觀點，進而激發聽眾對於演講的感受。麥爾坎·X在《選票還是子彈》中最顯著的特色之一，是擴大了自己演講的聽眾族群，不再強調團隊凝聚力、而是轉向強調個性化的判斷，並允許針對特定目標展開更多且靈活的專題分析。不過麥爾坎·X在談到當前美國並沒有黑人對於現況置之不理時，主要是向不滿民權運動主張的非暴力運動、轉向追隨自己的參與者做出的呼籲。同時麥爾坎·X還安慰自己的追隨者，表示仍會不斷致力於黑人民族主義行動上，而沒有與過去的自己完全決裂。
這次演講中的部分立場變化，成功擴大了麥爾坎·X所提出的訴求以及聽眾族群。這也是他自伊斯蘭民族脫離後，發現能夠透過自己的優勢自由發揮，並且繼續投入非裔美國人民權運動中。傳記作者科菲·納堂布（Kofi Natambu）便指出，麥爾坎·X是首位重視生存方式的非裔美國人領袖，並且促成黑人民族主義在年輕民權運動活動家的影響力逐漸增加。後來一次由137名著名學者評選美國在20世紀前百名經典演說中，《選票還是子彈》被列為排行第七名的重要公共演講。《眼光放在奬品上》便提到：「麥爾坎·X對民權運動有著深遠的影響。在南方，過去曾有過自給自足的深厚傳統。麥爾坎·X的想法觸動這一傳統。」自給自足的提倡還在1964年民主黨全美大會成為極為重要的決定，而學生非暴力行動協調委員會則開始逐漸傾向激進的武裝抗爭。1964年12月，學生非暴力行動協調委員會便與麥爾坎·X合作，舉辦兩場密西西亞自由民主黨在哈林區的資金募款演講。當范妮·羅·哈姆爾向哈林區當地民眾演講，提到自己在密西西比州的遭遇與北方警察對黑人的暴力鎮壓，麥爾坎則是發表強烈的譴責。
而當麥爾坎主張非裔美國人應該學習肯亞武裝部隊發起的茅茅起義以爭取獨立時，許多學生非暴力行動協調委員會成員則予以支持。1965年，非裔美國人民權運動團體發起爭取投票權的塞爾瑪到蒙哥馬利遊行中，麥爾坎得知塞爾瑪當地面臨越來越多的私刑威脅後，在1月末向美國納粹黨黨魁喬治·林肯·洛克威爾的公開電報中表示：「如果你將種族問題激化，在阿拉巴馬州侵犯我們的人民，對金恩牧師和其他美國黑人造成物理傷害……你和你的三K黨夥伴將會從我們這裡得到最大限度的物理報復，我們是不受非暴力哲學的束縛的。」在隨後1個月中，學生非暴力行動協調委員會塞爾瑪地方支部邀請麥爾坎到群眾集會演講。在麥爾坎出席的當天，美國總統林登·詹森發表公開聲明支持塞爾瑪當地的民權運動。美國全國有色人種協進會法律辯護基金的副主任保羅·瑞安·海古德（Paul Ryan Haygood）認為麥爾坎的出面，迫使美國聯邦政府必須作出回應，海古德並提到；「在麥爾坎訪問塞爾瑪後不久，一位聯邦法官因為司法部起訴的案件，要求達拉斯縣註冊機構每個工作日要處理100名黑人申請者的申請。」

## 外部連結
- （英文） The Ballot or the Bullet （页面存档备份，存于）
- （英文） Famous Speeches by Famous Speakers （页面存档备份，存于）